# Chikan, Kaiping
Chikan (kinesiska: 赤坎) är en köping i sydöstra Kina. Den ligger i Kaiping i staden Jiangmen i provinsen Guangdong, omkring 110 kilometer sydväst om provinshuvudstaden Guangzhou. Antalet invånare är 37 260. Befolkningen består av 18 792 kvinnor och 18 468 män. Barn under 15 år utgör 12,0 %, vuxna 15-64 år 75 %, och äldre över 65 år 12,0 %.